# Гровс, Колин
Колин Питер Гровс (англ. Colin Peter Groves; 24 июня 1942 — 30 ноября 2017) — австралийский учёный, антрополог и приматолог, профессор Австралийского национального университета в Канберре.

## Биография
Колин Гровс родился в Англии. В 1963 году получил степень бакалавра в Университетском колледже Лондона, а в 1966 году — диплом доктора философии. Аспирантура продолжалась в Лос-Анджелесе, колледже королевы Елизаветы и Кембриджском университете. В 1974 году эмигрировал в Австралию и стал преподавателем в Австралийском национальном университете.
Научные интересы Колина Гровса были сосредоточены в области эволюции человека, приматов, млекопитающих, их систематике, анализе скелета, биологической антропологии, этнобиологии и биогеографии. В течение многих лет он проводил полевые исследования в Кении, Танзании, Руанде, Индии, Иране, Китае, Индонезии, Шри-Ланке и Демократической Республике Конго.
Совместно с чешским биологом Вратиславом Мазаком в 1975 году Гровс описал вид Homo ergaster. Колин Гровс является автором «Таксономии приматов» («Primate Taxonomy», Smithsonian Institution Press, 2001) и «Таксономии копытных» (Johns Hopkins Press, 2011).